# Скини Пъпи
„Скини Пъпи“ (на английски: Skinny Puppy) е индъстриъл/пост-индъстриъл група, основана във Ванкувър, Канада през 1982 г.

## История

### 1980-те
Скини Пъпи е основана през 1982 от кЕвин Кий (Кевин Кромптън) – инструментали и Нивек Оугър (Кевин Огилви) – вокали. Кий напуска с разочарование предишната си група Images in Vogue, недоволен от музикалното развитие на този проект. Давайки начало на групата Скини Пъпи той търси едно по-неподправено и сурово звучене. Оугър от своя страна пише кратки текстове с философско съдържание, които са разказани с по-скоро анималистично и грубовато, на моменти дори неясно пеене. С помощта на продуцента Дейв Огилви (няма роднинска връзка с Кевин Огилви) излиза първият студиен албум на групата през 1984, издаден от лейбъла Nettwerk Records. С последвалия успех на Скини Пъпи през следващите години Nettwerk Records се превръща в една от най-успешните и добре познати независими звукозаписни компании по това време в Канада.
През 1985 към проекта се включва музикантът с австрийски произход Бил Лийб (Вилхелм Антон Лийб), познат по това време с професионалния си псевдоним Вилхелм Шрьодер. След по-малко от две години със Скини Пъпи Лийб напуска групата, защото вече е изгубил интерес в музикалното ѝ развитие. Решен да продължи да работи в музикалните среди Лийб създава два нови проекта Front Line Assembly и Delerium. След напускането на австриеца към Скини Пъпи се присъединява Дуейн Гьотел, който освен, че е с класическо музикално образование, също така и доста повлиява за стиловите промени настъпили в групата и за нейното задържане на алтернативната електронна сцена.
С минималистичните като стил албуми „Remission“ (1984) и „Bites“ (1985) Скини Пъпи постигат първите си значими успехи. С албума „Mind: The Perpetual Intercourse“, който като цяло е с експериментален характер, групата демонстрира видимо развитие спрямо последните си издания и значително увеличават фен базата си. След включване на Гьотел в групата излиза следващият им студиен албум „Cleanse Fold and Manipulate“, в който превес имат кийбордите, синтезаторите и за първи път използването на MIDI-секвенции.
Към края на 80-те Скини Пъпи започват дейна кампания за защита на животните, използвайки турнетата си Head Trauma и VIVIsectVI за привличане на общественото внимание чрез излъчвани по време на концертите кадри, показващи какви опити върху животни се извършват. Впрочем името на албума „VIVIsectVI“ представлява игра на думи, включвайки както медицинския термин вивисекция, така и римската цифра VI, която се повтаря три пъти образувайки числото 666. Това е първият им изключително социално критичен албум, в който се засягат теми като химическите оръжия, глобалното замърсяване, наркотиците, обезлесяването, неконтролируемото избиване на животни, като същевременно призовават за въздържане от секс като мярка за борбата със СПИН. Според концепцията на албума вивисекцията е като геноцид, който се извършва над животните с неясни научни цели.
В края на 80-те членовете на Скини Пъпи започват работа по различни странични проекти, сред които Doubting Thomas, platEAU и aDuck. За албума „Rabies“ групата за първи път работи с гост музиканти, най-известните сред които Ал Йоргенсен от Ministry. В този албум за първи могат да се чуят хевиметъл елементи, които се приемат със смесени чувства от фенове и критици. С излизането на този албум се появяват съмнения в музикалната ориентация на групата, която получава критики за търсена на комерсиалност чрез използването на рок/метъл елементи. Присъствието на Йоргенсен по време на записите на „Rabies“ създава напрежение и сред самите членове на групата, които влизат в конфронтации и поради тази причина „Rabies“ е първият албум на Скини Пъпи, който не е последван от турне. Вместо това Оугър се присъединява към американската индъстриъл група Ministry като китарист. Кий и Гьотел се дистанцират от Оугър, смятайки, че той се интересува много повече от страничните си проекти отколкото от бъдещето на Скини Пъпи.

### 1990-те
Албумът „Too Dark Park“ от 1990 се счита за крайъгълен камък както в кариерата на Скини Пъпи, така и в общото развитие на индъстриъл музиката. Групата развива типичният за тях електро-индъстриъл, смесвайки го с експериментална електроника и по-достъпно радио звучене. Последвалият го албум „Last Rights“ от 1992 отчита нов връх в тяхната кариера, демонстрирайки майсторство както като композитори, така и като текстописци. Тематиката на албума отново засяга социални проблеми, критикувайки бездействието за разрешаването им и продължаване на унищожаването на околната среда. Песента „Left Handshake“, която първоначално е била записана за този албум, в крайна сметка остава извън него заради включването на запис от изказване на Тимъти Лиъри, който е известен със своите изследвания върху наркотиците. Името на албума „Last Rights“ отразява както апокалиптичната тематика на изданието, така и началото на края на групата, която въпреки че активно записва и изнася концерти е пред своето разпадане.
През 1993 Скини Пъпи сменят звукозаписната си компания от Nettwerk на American Records и започват записи в Малибу, Калифорния по следващия си студиен албум „The Process“, албум, чиято концепция се върти бумът на психотерапията през 60-те. Продуцент е Роли Мосиман, но той не успява да се справи с промоцията на албума и затова е сменен от Мартин Аткинс. С Аткинс положението още повече се влошава, защото Кий и Гьотел са убедени, че той всячески се стреми да раздалечи членовете на групата, за да може да подеме самостоятелни проекти с Оугър. През 1995 Аткинс е уволнен и на негово място е назначен Марк Уолк. Обтегнатите отношения между членовете и постоянните злоупотреби с наркотици значително забавят записите, което от своя страна довежда до допълнителни разходи за American Records, които в крайна сметка се принуждават да се откажат от договора си за три албума и да го сведат само до един. Пред пресата Кий коментира, че по това време тяхната нова звукозаписна компания се опитала бързо да им наложи ново значително по-комерсиално звучене подобно на Найн Инч Нейлс. Ироничното в ситуацията е, че в действително Найн Инч Нейлс още от самото си начало черпи вдъхновение от Скини Пъпи. Към края на 1995 Оугър напуска групата, за да се отдаде изцяло на страничните си проекти. С напускането му се слага край и на самата група. След официалното разпадане на бандата Гьотел се връща обратно във Ванкувър с част от направените записи, но няколко дена по-късно умира в дома на родителите си от свръх доза наркотици. Оугър и Кий се събират, за да довършат и издадат албума, който е посветен на Гьотел.

### Обединяване
През 2000 година Оугър и Кий се събират отново, за да свирят на фестивала Doomsday в Дрезден, а през 2001 тръгват на турне в подкрепа на соло проекта на Оугър ohGr. След 2 години започват работа по първия си студиен албум след събирането си. Заедно с Дани Кери от американската група Tool дуото записва албума „The Greatest Wrong of the Right“, който излиза на 25 май 2004. След издаването на албума Скини Пъпи тръгва на самостоятелно турне, промоциращо албума. Два концерта от Торонто и Монреал са издадени като ДВД, първото в кариерата на групата.
След сравнително успешното си турне в подкрепа на „The Greatest Wrong of the Right“ Оугър и Кий се връщат обратно в студиото, за да започнат работа по дванадесетият си по ред студиен албум „Mythmaker“, който е издаден януари 2007. Този албум демонстрира видима стилова промяна, потвърждавайки желанието на групата да се развива, отколкото да черпи материал и вдъхновение от ранните си издания. На последвалото го Mythrus турне групата свири както нови, така и стари песни, като дори допълва с неиздавани до този момент неща.
Според информация, публикувана на официалния сайт на „Скини Пъпи“, следващият албум се очаква към пролетта на 2009 г.

## Дискография

### Албуми
- Back and Forth (1984)
- Bites (1985)
- Mind: The Perpetual Intercourse (1986)
- Cleanse Fold and Manipulate (1987)
- VIVIsectVI (1988)
- Rabies (1989)
- Too Dark Park (1990)
- Last Rights (1992)
- The Process (1996)
- Puppy Gristle (2002)
- The Greater Wrong of the Right (2004)
- Mythmaker (2007)

### EP-та
- Remission (1984)
- Chainsaw (1987)

### Сингли
- „Dig It“ (1986)
- „Stairs and Flowers“ (1987)
- „Addiction“ (1987)
- „Censor“ (1988)
- „Testure“ (1989)
- „Tin Omen“ (1989)
- „Worlock“ (1990)
- „Tormentor“ (1990)
- „Spasmolytic“ (1991)
- „Inquisition“ (1992)
- „Love In Vein“ (1992) неиздаден
- „Candle“ (1996) промо
- „Track 10“ (2000) лимитиран
- „Politikil“ (2007) промо

### Компилации
- Bites and Remission (1987)
- Remission and Bites (1987)
- Twelve Inch Anthology (1990)
- Back and Forth Series 2 (1992)
- Brap: Back and Forth Series 3 & 4 (1996)
- remix dystemper (1998)
- The Singles Collect (1999)
- The B-Sides Collect (1999)
- Back and Forth Series 6 (2003)
- Back and Forth Series 7 (2007)

### Концертни албуми
- Ain't It Dead Yet? (1987)
- Doomsday: Back and Forth Series 5: Live in Dresden (2001)